# Boy Erased
Boy Erased é um filme estadunidense de 2018, do gênero drama biográfico, dirigido e escrito por Joel Edgerton baseado no livro Boy Erased: A Memoir, de Garrard Conley.
A trama acompanha a vida do jovem filho de pais batistas que é forçado a participar de um programa de reorientação sexual que promete curá-lo de sua homossexualidade.

## Sinopse
Jared (Lucas Hedges), filho de um pastor batista em uma pequena cidade americana, tem sua homossexualidade revelada a seus pais (Nicole Kidman e Russell Crowe) aos 19 anos. Jared é então rapidamente obrigado a participar de um programa de terapia de conversão de sexualidade, ou então será segregado de sua família, amigos e igreja. Durante o programa Jared sofre conflitos com seu psicoterapeuta (Joel Edgerton).

## Elenco
- Lucas Hedges como Jared Eamons, filho de Marshall e Nancy
- Russell Crowe como Marshall Eamons, pai de Jared e marido de Nancy, um pastor Batista
- Nicole Kidman como Nancy Eamons, mãe de Jared e esposa de Marshall
- Joel Edgerton como Victor Sykes, terapeuta mental do programa de conversão de sexualidade
- Cherry Jones como Dr. Muldoon[5]
- Flea como Brandon[5]
- Xavier Dolan como Jon[5]
- Troye Sivan como Gary[5]
- Emily Hinkler como Lee[5]
- Jesse LaTourette como Sarah[5]
- David Joseph Craig como Michael[5]
- Théodore Pellerin como Xavier[5]
- Britton Sear como Cameron[5]
- Joe Alwyn como Henry[6]
- Madelyn Cline como Chloe, uma líder de torcida de um rígida família Batista que se torna a namorada de Jared enquanto ele ainda descobre sua orientação sexual[7]

## Lançamento
O filme teve sua estreia mundial no Festival de Cinema de Telluride em 1 de setembro de 2018. Também foi exibido no Festival Internacional de Cinema de Toronto, primeiro para a imprensa e a indústria em 8 de setembro de 2018, e depois para o público em 11, 12 e 15 de setembro. O filme teve lançamento amplo agendado para 28 de setembro de 2018, no entanto, foi adiado para 2 de novembro de 2018.
No Brasil, o filme tinha previsão de lançamento para 31 de janeiro de 2019, mas foi adiado sem explicações. Ao responder um internauta no dia do lançamento, o perfil da Universal Pictures Brasil no Twitter afirmou que não iria mais realizar o lançamento do longa e que esta decisão foi estritamente comercial.

## Recepção

### Crítica
No agregador de críticas dos Estados Unidos, o Rotten Tomatoes, na pontuação onde a equipe do site categoriza as opiniões da  grande mídia e da mídia independente apenas como positivas ou negativas, o filme tem um índice de aprovação de 80% calculado com base em 266 comentários dos críticos. Por comparação, com as mesmas opiniões sendo calculadas usando uma média aritmética ponderada, a nota alcançada é 6.9/10 que é seguida do consenso: "Ancorado na empatia pelo escritor-diretor-estrela Joel Edgerton, Boy Erased prova que o caminho para um drama complexo e poderoso também pode ser pavimentado com boas intenções".
Em outro agregador de críticas também dos Estados Unidos, o Metacritic, que calcula as notas das opiniões usando somente uma média aritmética ponderada de determinados veículos de comunicação em maior parte da grande mídia, o filme tem 48 avaliações da imprensa anexadas no site e uma pontuação de 69 entre 100, com a indicação de "revisões geralmente favoráveis".

### Público
O público pesquisado pelo PostTrak deu ao filme uma pontuação geral positiva de 95% e uma "recomendação definitiva" de 85%.